# Ньингмалунг-гомпа
Ньингмалунг-лакханг (также Труктен Шедруп Даргай Чолинг) — монастырь школы Ньингма в гевоге Чуммэй в Бумтанге, в центральном Бутане, примерно в пяти километрах от шоссе от Тонгса к Джакару, дорога на Ньингмалунг идёт от дворца Пракхар.

В зимнее время монахи перебираются в Гелепху, где находится зимняя резиденция того же монастыря.
Основной реликвией монастыря является статуя Гуру Ринпоче.

## История
Монастырь основал в 1935 году Доринг-тулку, пришедший из Дарцеседо (Кхам в Тибете), при помощи дашо Гомпо Дорджи, правителя долины Чуммэй и строителя дворца Пракхар. В 2002 году монастырь был отреставрирован. Помощь при благоустройстве монастыря оказал Второй король Бутана Джигме Вангчук, жёны которого были из этой долины.
В монастыре проживают около сотни монахов. Монастырь знаменит своими музыкантами и большими тангками.
В монастыре имеется школа (шедра) и медитационный центр Друбда.
Монастырь организует праздник (цечу) в пятом месяце тибетского календаря.

## Интерьер
Роспись монастыря осуществлял Лам Пемала(1926—2009), ученик Доринг-тулку, который с 1993 до своей смерти был настоятелем монастыря. Он представлял направления Дзогчен и Ньинтинг.
На фасаде монастыря 10 дня пятого месяца тибетского календаря выставляется большое полотно тонгдрол, на котором изображёт Гуру Ринпоче и его жёны Еше Цогьял и Мандарава, а также Пема Лингпа, его сын Цунсе Дава, Доринг-тулку, дашо Гомпо Дорджи и Шабдрунг . Это полотно готовилось девять месяцев по заказу благотворителей из Японии в 1994 году.

## Ньингмалунг-цечу
Празднества проводятся с 8 по 10 числа пятого месяца тибетского календаря (в июне-июле), в это время отмечается рождение Гуру Ринпоче. Во дворе монастыря исполняются танцы с масками, в частности Танец чёрных шляп. Также читаются знаменитые тексты Пема Лингпа и выставляется тонгдрол.
Монахи и музыканты из монастыря организуют также цечу во дворце Пракхар.